# Günther Lainer

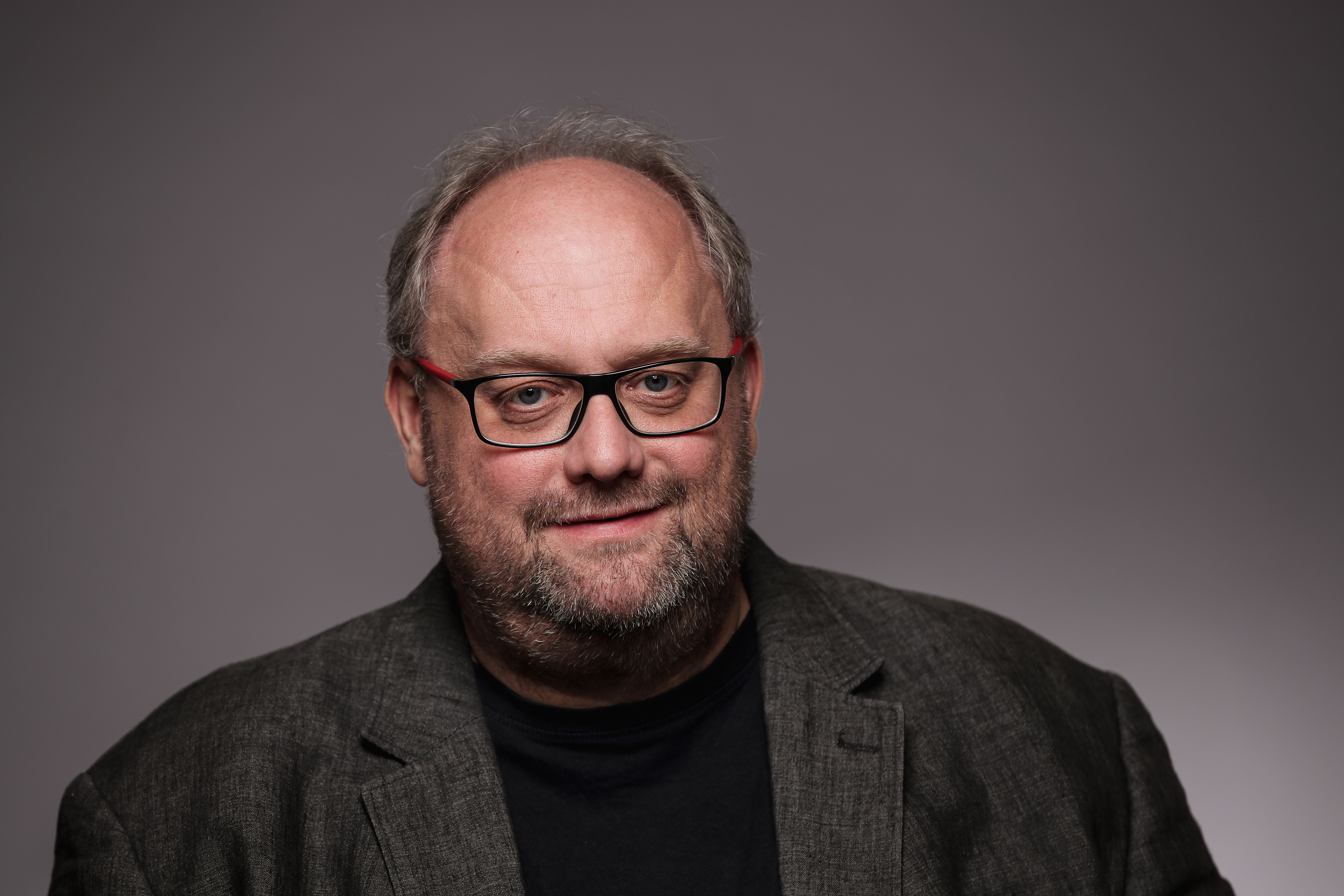
Günther Lainer, Kabarettist / Fotograf: Volker Weihbold

Günther Lainer (* 1. Mai 1969 in Linz, Oberösterreich) ist österreichischer Kabarettist und Jongleur.

## Leben
Der gelernte Tischler ist ausgebildeter Pastoralassistent und war auch als Religionslehrer tätig. Günther Lainer tritt von 1993 bis 2013 mit Kabarettpartner Manfred Linhart auf. Daraus entwickelt sich 2000 das Jahr für Jahr adaptierte Best-Of-Programm Grüner Veltliner. Im Jahr 2006 startet Lainer zusammen mit Ernst Aigner das erste Kirchenkabarett mit dem Titel Ich bin der Weinstock, ihr seid die Flaschen. Es entstanden in diesen Partnerschaften bis 2017 dreizehn Kabarettprogramme.
Als Jongleur Gausl (Abkürzung für: Günther aus Linz) tourt er seit 1994 durch Österreich, z. B. von 1993 bis 2003 als regelmäßiger Gast beim Linzer Pflasterspektakel und von 1995 bis 2000 als Cliniclown in oberösterreichischen Krankenhäusern.
Im Jahr 2002 war Günther Lainer zum ersten Mal Hauptdarsteller im No-Budget-Kurzfilm Klein. In dieser sehr ernst angelegten Rolle spielt er einen Polizisten, der im Laufe der Jahre die Nähe zu seiner Frau verliert und erst durch die Provokationen eines anderen Mannes eine überraschende Wende herbeiführen kann.
In weiterer Folge war er in diversen TV-Nebenrollen und Kurzfilmen zu sehen, seit 2007 als sporadischer Gast in der ORF-Comedy-Sendung Was gibt es Neues? von und mit Oliver Baier sowie seit 2015 in der Puls-4-Serie „Bist du deppert?“.
Am 16. Jänner 2012 hatte das erste gemeinsame Kabarett-Programm „99“ mit Klaus Eckel im Wiener Stadtsaal Premiere. Im Kino-Dokumentarfilm „Too big to tell - Recherchen in der Finanzwelt“ (Regie: Johanna Tschautscher) ist Günther Lainer neben Experten aus der Finanzwirtschaft der Protagonist der humorvollen Szenen.
Seit November 2020 ist Lainer auch Kolumnist. Bis 2022 erschien LAINER WIE KEINER 14-täglich in den OÖN – Oberösterreichischen Nachrichten, seit 2023 veröffentlicht der Kurier monatlich die Kolumne Stadt-Land-Flucht.
Seit November 2023 produzieren Günther Lainer und Christoph Krauli Held, Gastronom und Fernsehkoch, den Podcast Beim Gast zu Gast. In diesem Format werden in verschiedenen deutschsprachigen Städten bekannte Persönlichkeiten vor das Mikrophon geholt.

## Anerkennungen
- 1993: Grazer Kleinkunstvogel (Jurypreis) für „So is es“ (Lainer & Linhart)
- 1995: Kleines Scharfrichterbeil zu Passau (Jurypreis) für „Pazifistische Inseln“ (Lainer & Linhart)
- 2000: zweimaliger Gewinn des „Grossen Chance“ Werbespots im ORF Hauptabendprogramm
- 2000: Leopold Wandl Preis (Literaturpreis in MundART)
- 2004: Literaturpreis „Vinum et Litterae 2004“ – „Wein und Literatur“
- 2006: Filmpreis „Vinum et Litterae 2006“ für „Weine nicht, wenn du was für Weine brauchst!“
- 2011: Mostdipf-Preis

## Kabarett

### Kabarettprogramme „Lainer & Linhart“
- 1993: „So is es“
- 1995: „Pazifistische Inseln“
- 1997: „Irre“
- 1998: „Lebensqualität“
- 1999: „Blaue Radieschen“
- 2000: „Grüner Veltliner“ – Best of Lainer&Linhart
- 2001: „Ungefähr zwa stund“
- 2003: „Sehr schön“
- 2005: „Später ist vorbei“
- 2007: „feiern.“

### Kabarettprogramme „Lainer & Aigner“
- 2006: „Ich bin der Weinstock, ihr seid die Flaschen“
- 2009: „Aktion Schaf“
- 2014: „Frühling, Sommer, Ernst und Günther“
- 2019: „Einvernehmlich verschieden“

### Kabarettprogramm „Eckel & Lainer“
- 2012: „99“, gemeinsam mit Klaus Eckel

### Kabarettprogramm „Lainer & Putscher“
- 2018: „WurstSalat“, gemeinsam mit Christian Putscher

### Weitere Kabarettprogramme
- 2015/16: „Silvesterspecial“, gemeinsam mit Michael Niavarani und Otto Jaus
- 2022: Dieselkino Comedy Road Show, gemeinsam mit Caroline Athanasiadis und Gerald Fleischhacker

## Podcast „Beim Gast zu Gast“
Gemeinsam mit dem Gastronom und TV-Koch Christoph Krauli Held produziert Günther Lainer seit 2023 den Podcast „Beim Gast zu Gast“. Sendekonzept ist, dass in verschiedenen deutschsprachigen Städten prominente Gäste zu einem Talk eingeladen werden. Lainer und Held wechseln sich als Gastgeber ab und der Studiogast für den jeweils anderen eine Überraschung.
Talkgäste in diesem Podcast waren unter anderem: Michael Niavarani, Folkshilfe, Viktor Gernot, Georgij Makazaria, Benedikt Mittmannsgruber, Elisabeth Schweeger, Blonder Engel, Silvia Schneider, Elke Kahr, Gregor Seberg, Eric Papilaya, Curly, Hera Lind, Chris May, Christoph Krutzler, Armin Assinger, u. a. „Beim Gast zu Gast“ wird im 2-Wochen-Rhythmus auf den gängigen Podcastplattformen veröffentlicht und war mehrere Wochen auf Platz 1 der „Podcast Charts“/Kategorie Comedy im deutschsprachigen Raum. Auf der Videoplattform YouTube verzeichnen die Videomitschnitte der Podcasts bis zu 90.000 Zugriffe pro Sendung (Stand: Dezember 2024).

## Fernsehauftritte
- 2002: „Kulturkiste“ – ORF-kunst-stücke, Rolle als Chauffeur
- 2005: „Vier Frauen und ein Todesfall“, ORF-Serie, Nebenrolle als Koch
- 2006: „Tom Turbo“ im ORF, Lainer & Linhart als Möbelpacker
- 2007: „Winzerkönig“ mit Harald Krassnitzer im ORF, Nebenrolle als Polizist
- Seit 2007: „Was gibt es Neues?“ von und mit Oliver Baier im ORF
- 2008: „EX“ im ORF – mit Michael Niavarani, Nebenrolle als Taxilenker
- 2010: „Lilly Schönauer“, ORF-Spielfilm, Nebenrolle als Gärtner
- 2012: „CopStories“, ORF-Serie, Nebenrolle als Müllmann
- 2014: „Hart an der Grenze“, ORF-Pilotfolge mit Armin Assinger, Hauptrolle als Polizist
- 2015: „Kleine große Stimme“, ORF-Spielfilm, Nebenrolle als Schaffner
- Seit 2015: „Bist du deppert?“, Puls 4-Steuerverschwendungscomedy-Sendung
- 2016: SOKO Donau – Der Preis der Macht im ORF, Nebenrolle als Portier
- 2016: „Wie tickst du?-Thema: Essen und Trinken“ (Hauptrolle) im ORF
- 2020: „Walking On Sunshine“, ORF-Serie/DOR Film, Nebenrolle als Polizist in Staffel 3
- 2020: „Ziemlich bester Urlaub“, ORF-Comedy-Road-Show, Hauptrolle mit „Oliver Baier“
- 2022: Landkrimi – Zu neuen Ufern (Fernsehreihe), Nebenrolle als Autohändler
- 2023: ORF-Stadtkomödie Linz „Heribert“, Nebenrolle als Start-Up-Berater
- 2025: „Wiener Blut – Berggericht“, ORF/ZDF-Thriller, Nebenrolle als Polizist

## Kinofilme
- 2004: „Klein“, Kurzspielfilm von Gerhard Mayrhofer, 20 min., Hauptrolle als Polizist
- 2014: „Too big to tell – Recherchen in der Finanzwelt“, Dokumentarische Form, Regie: Johanna Tschautscher

## Theater
- 2014: „Reset – alles auf Anfang“, Komödie von und mit Roman Frankl & Michael Niavarani, im Stadttheater Berndorf
- 2016: „Romeo & Julia – Ohne Tod kein Happy End“, eine Produktion der NIAVARANI & HOANZL GmbH
- 2017: „Reset – alles auf Anfang“ (Wiederaufnahme)

## Soziales Engagement
Seit 2015 organisiert Günther Lainer jährlich für den Verein Zu-Flucht, Flüchtlingshilfe Linz, eine Benefizveranstaltung. Bühnengäste dabei sind prominente Kabarettisten, Kabarettistinnen und Bands aus Österreich.

## Publikationen
- Querpässe. (mit Dietmar Ehrenreich), Resistenz-Verlag, 2009, ISBN 978-3-85285-188-4.
- HAM. Gedichte in Umgangssprache. (mit Dietmar Ehrenreich), Resistenz-Verlag, 2010, ISBN 978-3-85285-195-2.
- Brot oder Rosen. Gebete für das 21. Jahrhundert. (mit Dietmar Ehrenreich), Resistenz-Verlag, 2011, ISBN 978-3-85285-212-6.
- Finde dich selbst, dann wirst du nicht gesucht! – 666 unbrauchbare Lebensweisheiten, Resistenz Verlag, 2012, ISBN 978-3-85285-225-6.
- Ham Ham – Mundartgedichte, Resistenz Verlag, 2013, ISBN 978-3-85285-243-0
- Lebensweisheiten, die keiner braucht, Schultz & Schirm, Wien 2022, ISBN 978-3-9504970-1-4.

## CD/DVD-Produktionen mit Günther Lainer
- 2004: DVD „Sehr schön“, Kabarett Lainer & Linhart
- 2008: DVD „Ich bin der Weinstock, ihr seid die Flaschen“, Kabarett Lainer & Aigner
- 2010: DVD „Aktion Schaf“, Kabarett Lainer & Aigner
- 2012: DVD „99“, Kabarett Eckel & Lainer
- 2016: DVD „Romeo & Julia – Ohne Tod kein Happy End“, eine Produktion der NIAVARANI & HOANZL GmbH
- 2021: CD „Auf Liederhören“, Kabarett Lainer & Aigner
- 2022: DVD „WurstSalat“, Kabarett Lainer & Putscher
- 2023: DVD „Reset – alles auf Anfang“, eine Produktion der NIAVARANI & HOANZL GmbH